# Honiggelber Hallimasch
Der Honiggelbe Hallimasch (Armillaria mellea), auch Goldgelber Hallimasch oder Stuppling genannt, ist eine Pilzart aus der Familie der Physalacriaceae. Da er meist um den 28. September herum erscheint, dem Namenstag von Wenzel, bezeichnet man ihn in manchen Landstrichen auch als Wenzelspilz. In den österreichischen Alpenregionen wurde er Halamarsch oder Halawatsch genannt und soll als Heilmittel gegen Hämorrhoidenleiden genutzt worden sein.

## Merkmale

### Makroskopische Merkmale

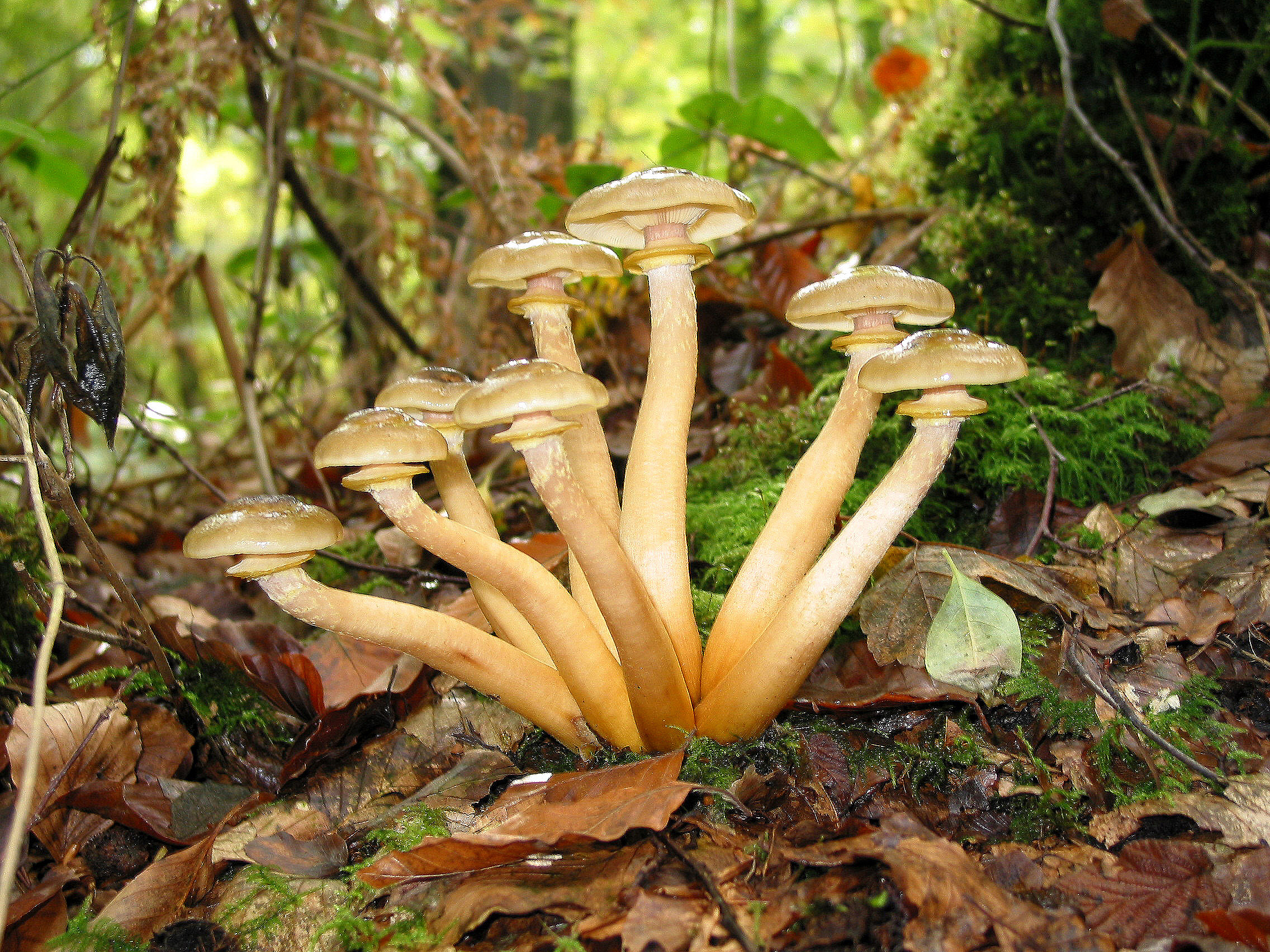
Typisch für den Honiggelben Hallimasch sind büschelig wachsende Fruchtkörper mit massiven, wattig-häutigen Stielringen.

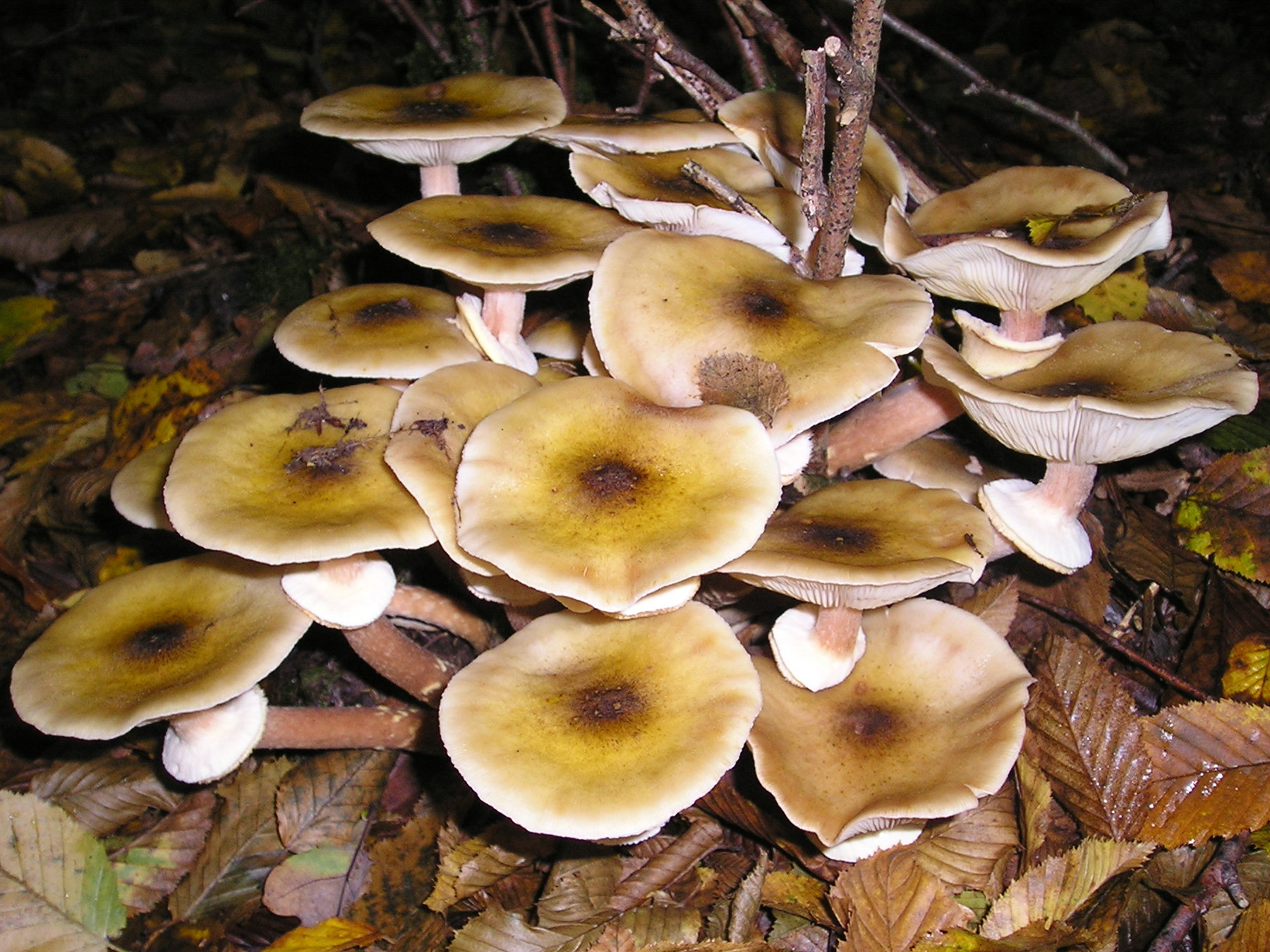
Ältere Fruchtkörper des Honiggelben Hallimaschs mit dunklerer, deutlich abgegrenzter Hutmitte

Der Hut wird 4 bis 10, manchmal bis zu 14 cm breit. Er ist zunächst stumpfkegelig oder halbkugelig-konvex, später abgeflacht konvex bis eingedellt geformt. Er ist meist deutlich gelb getönt, wobei die Färbung von honig-, ocker- bis olivgelb reicht. Seltener ist er zitronengelb oder bräunlich getönt. Der Rand ist bei jungen Fruchtkörpern eingerollt, wobei er durch das Velum partiale mit dem Stiel verbunden ist. Auf der matten und trockenen bis schmierigen Oberfläche befinden sich feine dunkle, anliegende bis leicht aufgerichtete Hutschuppen, die zum Untergrund kontrastieren und in der Mitte deutlich abgesetzt sind. Sie lassen sich abwischen und sind oft schon vom Regen weggespült. Die Lamellen sind anfangs cremeweißlich, später hell bräunlich gefärbt und bekommen rotbraune Flecken. Sie sind am Stiel mehr oder weniger breit angewachsen und mit einem Strich herablaufend. Die Schneiden sind wellig bis schwach gekerbt. Das Sporenpulver ist weißlich. Der Stiel ist 4 bis 10, mitunter bis zu 17 cm lang und 5 bis 15 mm dick. Über dem Ring ist er weißlich-fleischfarben, längsrillig bis längsfaserig und darunter bräunlich mit einem fleischfarbenen Ton sowie längsfaserig. Zur Basis hin weist der Stiel einen gelben Ton auf. Wegen seines büscheligen Wachstum ist er oft gebogen. Er ist basal zugespitzt und mit anderen Stiele zu einer Pseudowurzel gebündelt. Manchmal ist der Stiel am Grund auch leicht verdickt. Seine Konsistenz ist elastisch und zäh. Der weißliche Ring ist häutig und radialfaserig. Er ist beständig und sitzt sehr hoch am Stiel. Auf seiner Außenseite befinden sich meist gelbliche Flocken. Das Fleisch ist weißlich gefärbt und besitzt einen fleischfarbenen Ton. Es riecht etwas muffig und schmeckt mild. Nach längerem Kauen stellt sich im Rachen ein kratzendes, adstringierendes Gefühl ein.

### Mikroskopische Merkmale
Die breitelliptischen Sporen sind 7–8,5 × 5,5–6,5 µm groß. Das Verhältnis zwischen Länge und Breite beträgt 1,2–1,5. Sie sind hyalin und inamyloid. Ihre Oberfläche ist glatt. Die Basidien sind schlankkeulig geformt und 30–40 × 6–9 µm groß. Sie besitzen je vier Sporen. Eine Schnalle an der Basis ist nicht vorhanden. Die Marginalzellen sind meist zylindrisch bis keulig geformt und besitzen an der Spitze häufig fingerförmige, knorrige Auswüchse. Zusammen sind sie 20–25 × 6–10 µm groß. Die Hutdeckschicht besteht aus parallelen, liegenden bis aufsteigenden Hyphen. Sie sind 7–15 µm breit und braun pigmentiert. Die Septen weisen keine Schnalle auf.

## Artabgrenzung
Ähnlich sind andere Arten der Gattung, die früher nicht vom Honiggelben Hallimasch unterschieden wurden. Der Honiggelbe Hallimasch ist durch sein Wachstum in großen Büscheln, den deutlichen und massiven Stielring und den gelbgrünlichen, undeutlich schuppigen, schmierigen Hut, mikroskopisch durch die fehlenden Schnallen gekennzeichnet.
Diese sind beim Nördlichen (Armillaria borealis) und beim Dunklen Hallimasch (Armillaria ostoyae) vorhanden. Bei diesen Arten ist zudem das Pigment der Hutschuppen vorwiegend in den Zellwänden (membranär) und nicht wie beim Gemeinen Hallimasch innerhalb der Zellen (intrazellulär) vorhanden. Speziell vom ebenfalls häufigen Dunklen Hallimasch unterscheidet sich der Gemeine neben den Hutfarben auch durch die gelblichen Töne am Stielring. Der Zwiebelfüßige (Armillaria cepistipes) und der Fleischfarbene Hallimasch (Armillaria gallica) besitzen ebenfalls Schnallen und einen schwächer ausgeprägten Ring, der eher dazu neigt zu verschwinden.
Eine Verwechslungsmöglichkeit besteht mit dem Sparrigen Schüppling (Pholiota squarrosa). Dieser besitzt dichtere, abstehende Schuppen, eine wollige Ringzone und einen würzigen Geruch. Wie andere ähnliche Schüpplinge (Pholiota) hat er braunes Sporenpulver.
Eine gewisse Ähnlichkeit besitzt auch das Gemeine Stockschwämmchen (Kuehneromyces mutabilis), allerdings ohne Grün-, sondern mit Orangetönen und mit schuppigem Stiel.

## Ökologie und Phänologie

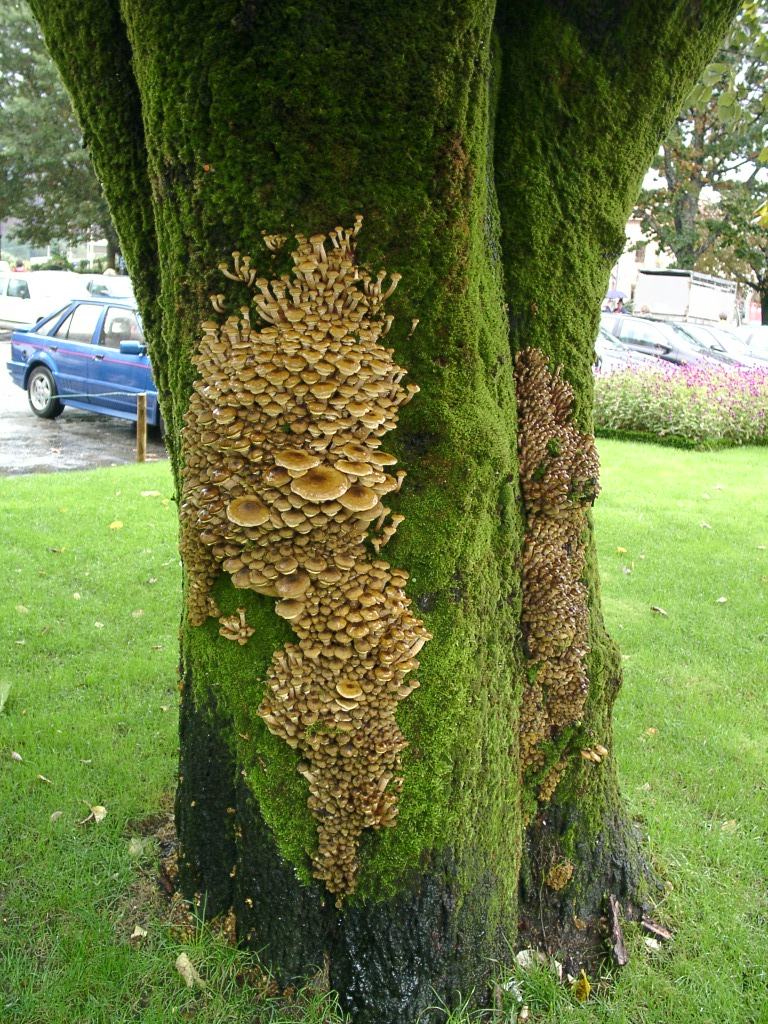
Üppige Fruchtkörperbüschel des Honiggelben Hallimaschs am Stamm eines lebenden Baums

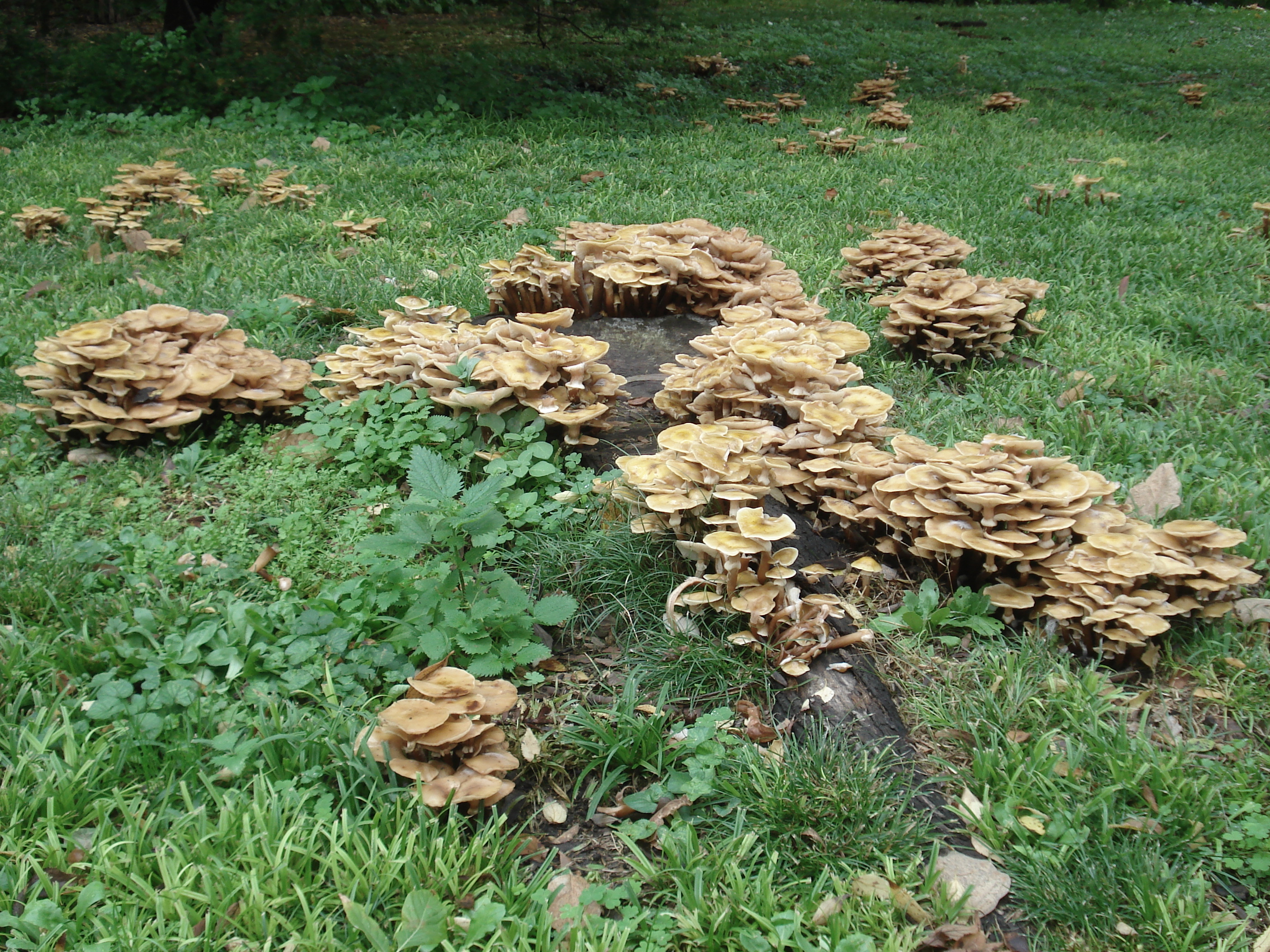
Der Honiggelbe Hallimasch besiedelt mit zahlreichen Exemplaren einen Baumstumpf und den Boden über Wurzelresten.

Der Honiggelbe Hallimasch kommt vor allem außerhalb geschlossener Wälder wie in Parks, Gärten und über Wurzelholz in Wiesen vor. Er besiedelt vorwiegend Laubholz. Auf dem befallenen Substrat lebt der Pilz als Parasit oder Saprobiont. Mit seinen schnürsenkelähnlichen schwarzen Hyphensträngen (Rhizomorphen) kann er unterirdisch große Entfernungen zurücklegen, um geeignetes Substrat zu finden. Der Pilz infiziert anschließend die Baumwurzeln und bildet unter der Borke ein weißliches Fächermyzel. Vom Myzel durchwachsenes Holz leuchtet im Dunkeln bei bestimmter Witterung. Diese Biolumineszenz wird durch eine chemische Reaktion unter Mitwirkung des Enzyms Luziferase hervorgerufen. Der parasitische Befall des Pilzes führt zum Absterben des Wirtsbaumes. Danach kann sich der Pilz noch einige Jahre saprophytisch vom toten Holz ernähren.
Die Fruchtkörper erscheinen von Juni bis November, jedoch vorwiegend im Spätsommer und Herbst. Mitunter sind sie auch über das ganze Jahr hinweg zu finden. Sie treten zunächst am Stammgrund lebender Bäume auf. Anschließend erscheinen sie entlang der Hauptwurzeln, so dass sie oft auf dem Boden zu wachsen scheinen. Die Rhizomorphen sind ebenfalls während des gesamten Jahres zu finden.

## Verbreitung
Der Honiggelbe Hallimasch ist nahezu weltweit verbreitet. Ausnahmen bilden die tropischen sowie die arktischen und antarktischen Regionen. In Europa und Deutschland ist die Art weit verbreitet und überall relativ häufig.

## Taxonomie und Systematik
Im Jahre 1790 wurde der Honiggelbe Hallimasch als Agaricus melleus erstmals beschrieben. Der Name melleus bedeutet „honiggelb“ und bezieht sich auf den meist gelben Stielring der Fruchtkörper. Die Übersetzung führte zu den – heute allerdings unüblichen – deutschen Namen Honigschwamm und Honigfarbener Blätterschwamm. Früher wurden alle Hallimascharten mit Stielring und Wachstum an Holz unter dem Namen Armillaria mellea zusammengefasst. Dies betrifft den Nördlichen (Armillaria borealis), den Zwiebelfüßigen (Armillaria cepistipes), den Fleischfarbenen (Armillaria gallica) und den Dunklen Hallimasch (Armillaria ostoyae). Im Jahr 1978 wies Kari Korhonen mithilfe von Interfertilitätstests nach, dass es sich um unterschiedliche Arten handelt. Einige Untersuchungen weisen darauf hin, dass möglicherweise noch mehr Arten abzutrennen sind.

## Bedeutung

### Forstschädling
Neben dem Gemeinen Wurzelschwamm (Heterobasidion annosum) stellt der Honiggelbe Hallimasch einen der ökonomisch bedeutendsten Krankheitserreger in Wäldern der gemäßigten Zone dar.

### Speisewert
Der Honiggelbe Hallimasch wird als Speisepilz gesammelt. Es werden vorzugsweise die Kappen und Stiele der Fruchtkörper mit noch geschlossenem Ring verwendet. Nach dem Aufschirmen der Hüte sind die Stiele wegen ihrer Zähigkeit dann weniger geeignet. Bei der Zubereitung verschwindet der kratzende Geschmack. Der Honiggelbe Hallimasch eignet sich auch zum Einlegen in Essig.
Nicht anders als viele Gemüse – wie Spargel, grüne Bohnen und Bohnensamen oder Soja – sind auch die meisten Wildpilze einschließlich der Hallimasche im rohen oder ungenügend erhitzten Zustand giftig. Dafür verantwortlich sind Magen-Darm-Reizstoffe unbekannter chemischer Struktur. Die Giftstoffe sind wasserlöslich und bei höheren Temperaturen instabil. Vor dem Verzehr müssen Hallimasche also ausreichend gegart werden. Das früher oft empfohlene Wegschütten des Kochwassers ist allerdings unnötig. 
Auch nach ausreichendem Erhitzen kann es zu individuellen Unverträglichkeitsreaktionen kommen; betroffene Personen reagieren mit Magen-Darm-Problemen (vergl. Namensdeutung „Heil im Arsch“).

### Frühere Verwendung
Die Biolumineszenz wurde während des amerikanischen Unabhängigkeitskrieges im weltweit ersten U-Boot genutzt, um die Zeiger von Messgeräten und Uhren besser sichtbar zu machen. Dazu dienten mit dem Pilz bewachsene Korkstücke.